# Nyamsa
Nyamsa est un village camerounais situé dans la région du Littoral, dans le département du Moungo et dans l'arrondissement du Nlonako.

## Population et développement
En 1967, la population de Nyamsa était de 25 habitants, essentiellement des Balondo. Lors du recensement de 2005, elle était de 23 habitants.